# 다케시타 재정
다케시타 재정(竹下裁定)은 1989년 일본 자유민주당 총재 선거에서 우노 소스케가 선출된 사건을 말한다.

## 경위
다케시타 내각 당시 뇌물 의혹 사건인 리쿠르트 사건이 터지면서 일본의 내각총리대신 다케시타 노보루의 지지율이 떨어지기 시작했다. 계속된 거짓 해명 속에 결국 1989년 4월 25일 다케시타는 총리직 사직을 표명했다. 자유민주당 총재직이 공석이 됨에 따라 후임자를 뽑아야 했지만 아베 신타로, 미야자와 기이치, 와타나베 미치오 등 다케시타와 함께 뉴리더로 불리던 차기 총재 후보들도 뇌물 수수 의혹에서 자유롭지 못했고 자유민주당 내규에 따라 당직에서 사퇴했다.
결국 자민당은 후보자 부재라는 비상 사태에 직면하게 되었다. 그런데 당시 다케시타는 이토 마사요시 총무회장을 의중에 두고 있었다. 공평무사한 인품과 청렴결백한 사생활로 잘 알려진 이토는 뇌물 의혹 사건으로 혼란해진 정치를 부흥시킬 수 있는 최적의 정치인이라고 다케시타는 생각했다.
하지만 이토는 총재직을 맡기를 거부했다. 다케시타의 퇴진 소식을 들은 이토는 "발본적인 정치 개혁을 하기에는 젊은 사람이 좋다. 파벌에 얽매이지 않고 해야 한다."고 말했다고 한다. 26일 밤 다케시타는 오부치 게이조에게 이토의 의중을 떠볼 것을 요청했다. 다음날 언론에서는 이토가 후임 총재로 유력하다는 보도가 나왔으며 심지어는 '간사장에 시오카와 마사주로, 총무회장에 스나다 시게타미, 정조회장에 하시모토 류타로'라는 당 3역에 대한 구체적인 보도까지 나왔다. 하지만 이토는 더욱 태도를 굳혀 "다케시타 씨에게 아무런 얘기도 듣지 못했다. 듣더라도 받아들일 생각이 없다"고 일축했다.
5월 10일 이토는 자민당 기자회견에서 "책의 표지를 바꿔도 의미없다. 내용물을 바꿔서 의식을 혁명해야 한다"라고 지금까지도 회자되는 발언을 했다. 그럼에도 다케시타는 포기하지 않고 다음날 호텔 오쿠라에서 이토와 만나 담판을 짓고자 했다. 3시간에 걸쳐 다케시타는 이토를 설득했지만 결국 이토는 번복하지 않았다. 사실 이 무렵 이토는 당뇨병이 심해져 총재직 수행이 어려웠다고 한다.
후쿠다 다케오, 사카타 미치타와 같은 원로 정치인의 이름도 오르내렸지만 모두 고사했다. 아베는 자신이 후임 총재가 되길 원해 후쿠다의 총재 취임에 반대했고 해프닝 해산을 계기로 사이가 안 좋아진 이토 역시 후쿠다를 반대했다. 사카타는 중의원 의장을 역임했는데 의장 출신이 총리가 되는 것은 국회의 권위를 무너뜨린다며 스스로 거절했다. 그 외에도 고모토 도시오는 자신이 운영하는 해운회사 산코키센(三光汽船)이 도산하여 정치에 신경쓸 여력이 없었으며 고토다 마사하루는 스스로 총대장에 어울리지 않는다며 거절했다.
22일 후지나미 다카오 전 관방장관과 이케다 가쓰야 전 공명당 의원이 수탁수뢰죄로 기소됐다. 자신의 파벌에 속하는 후지나미가 기소되자 책임을 지는 형태로 나카소네 야스히로는 자민당을 탈당하고 최고고문직에서도 물러났다(하지만 1991년 자민당에 복당한다). 후지나미는 장래의 총재 후보이기도 했지만 이 사건으로 그의 정치 생명은 끝나고 만다.
다케시타는 심사숙고하여 외무대신 우노와 대장대신 무라야마 다쓰오 두 사람을 최종 후보로 압축했다. 무라야마는 소비세 도입에 압장섰던 인물이라 지지세 회복이 힘들 수 있다는 우려가 있어 결국 우노가 낙점됐다. 우노는 나카소네파의 넘버 2이면서 미국과의 정상회담을 앞둔 상황에서 외무대신 경험이 있어 신임 총리로서 정상회담을 잘 수행할 수 있을 것이라 여겨졌기 때문이다. 다케시타는 24일 이토와 회담을 하면서 우노를 후임자로 생각하고 있음을 밝혔고 이토도 승낙했다. 26일 다케시타는 우노에게 이 뜻을 전달하고 다음날 공표했다. 가메이 시즈카, 히라누마 다케오 등 일부는 야마시타 간리를 후보로 옹립하여 총재 선거 실시를 요구했지만 6월 2일 당대회를 대신해 양원의원총회에서 우노를 후임 총재로 정식 선출했다. 이때 기립 표결을 했는데 이는 이례적인 방식이었다.

## 참고 문헌
- 고토 겐지 (2014년 4월 17일). 《ドキュメント 平成政治史 1　崩壊する55年体制》 [다큐멘터리 헤이세이 정치사 1 - 붕괴하는 55년 체제]. 이와나미 서점. ISBN 978-4000281676.
- 가이후 도시키 (2010년 11월 20일). 《政治とカネ―海部俊樹回顧録》 [정치와 금전 - 가이후 도시키의 회고록]. 신초샤. ISBN 978-4-10610394-0.
- 스즈키 도이치 (2000년 7월). 《田中角栄VS竹下登 4　経世会支配》 [다나카 가쿠에이 VS 다케시타 노보루 4 - 경세회의 지배]. 고단샤. ISBN 978-4062564427.
- 오쿠시마 사다오 (2009년). 《自民党抗争史》 [자민당 항쟁사]. 중공신서. ISBN 9784122051522.